# Michela Teixeira
Michela de Cassia Teixeira (ur. 3 lipca 1977 w São José do Rio Pardo) – brazylijska siatkarka grająca na pozycjach przyjmującej i libero. W latach 2006–2011 występowała w polskiej lidze w zespole PTPS Farmutil Piła i Organice Budowlanych Łódź.
Była pierwszą w historii siatkarką z Brazylii, która reprezentowała barwy polskiej drużyny.

## Sukcesy klubowe
Puchar Szwajcarii:
- 2005

Mistrzostwo Szwajcarii:
- 2006
- 2005

Mistrzostwo Polski:
- 2007, 2008
- 2009

Puchar Polski:
- 2008, 2010[2]